# Morum ponderosum
Morum ponderosum is een slakkensoort uit de familie van de Harpidae. De wetenschappelijke naam van de soort is voor het eerst geldig gepubliceerd in 1858 door Hanley.